# 西宮市立浜脇小学校
西宮市立浜脇小学校（にしのみやしりつ はまわきしょうがっこう）は、兵庫県西宮市にある公立小学校。

## 概要
1872年（明治5年）12月1日にのちの西宮市の最初の小学校として石在町の法安寺内にて開校した。1900年（明治33年）現在地の浜脇町に平屋建校舎が完成する。1900年（明治33年）から2009年（平成21年）まで正門として使われていた門柱は、同校の歴史のシンボルとして残されている。
校区は、田中町、社家町、馬場町、浜町、市庭町（1～5番）、荒戎町、建石町、前浜町、西波止町、泉町、宮前町、浜脇町、鞍掛町、産所町（1～13番）、宮西町（1・2・5・6・9番）、今在家町、戸田町、和上町（1～4、6～8番）、六湛寺町（10～15番）、神楽町（1～4番）、本町（5～13番）、久保町。
西宮市立香櫨園小学校とともに西宮市立浜脇中学校の校区を構成する。
2014年（平成26年）度の児童数は、1,112人。通常学級33クラス、特別支援学級4クラス。

## 沿革
- 1872年（明治5年）- 石在町の法安寺内にて開校。
- 1900年（明治33年）- 浜脇町に平屋建校舎完成。
- 1937年（昭和12年）- 鉄筋コンクリート造3階建校舎竣工。
- 2009年（平成21年）- 鉄筋コンクリート造4階建校舎竣工。

## 著名な出身者
- 村上春樹（小説家）ただし3年生の時に分離転出したため、卒業校は西宮市立香櫨園小学校である。
- 岩谷時子（作詞家、詩人）ただし卒業校は西宮市立安井小学校である。

## 通学区域が隣接している学校
- 西宮市立香櫨園小学校
- 西宮市立安井小学校
- 西宮市立用海小学校
- 西宮市立総合教育センター付属西宮浜義務教育学校 （海を挟んで隣接）